# Granulina boucheti
Granulina boucheti là một loài ốc biển nhỏ, là động vật thân mềm chân bụng sống ở biển trong họ Cystiscidae.

## Phân bố
Đây là loài đặc hữu của Sicilia. Loài địa phương ở Aci Trezza.